# (1167) Dubiago
(1167) Dubiago est un astéroïde de la ceinture principale extérieure découvert le 3 août 1930 par l'astronome Evgenii Fedorovich Skvortsov. Il a nommé en l'honneur de l'astronome russe Alexandre Dmitrievitch Doubiago.

## Historique
Le lieu de découverte, par l'astronome Evgenii Fedorovich Skvortsov, est Simeis (code 094).
Sa désignation provisoire, lors de sa découverte le 3 août 1930, était 1930 PB.

## Caractéristiques
Sa distance minimale d'intersection de l'orbite terrestre est de 2,138 480 ua.